# Hrašovec
Hrašovec je priimek več znanih Slovencev:
- Bogomil Hrašovec (?—2023), zdravnik medicine dela?, prof.
- Franc Hrašovec (1821—1909), pravnik in društveni delavec
- Juro Hrašovec (1858—1957), odvetnik, narodni delavec in politik, prvi slovenski župan Celja
- Milko Hrašovec (1887—1976), odvetnik v Celju
- Silva Hrašovec (1910—1994), pianistka in klavirska pedagoginja